# Organo della chiesa del Nostro Redentore a Copenaghen

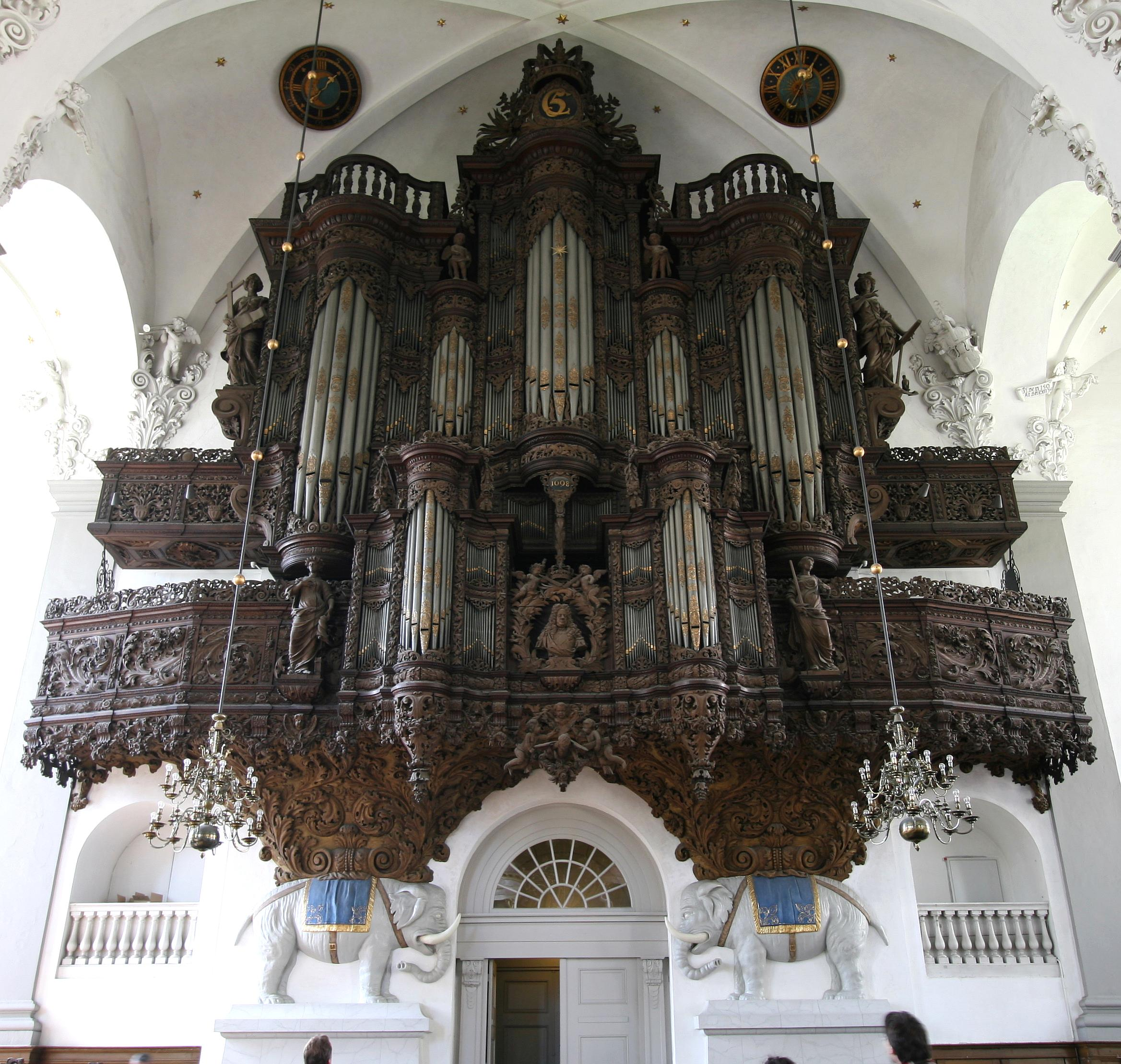
L'organo della chiesa del Nostro Redentore a Copenaghen.

Con organo della chiesa del Nostro Redentore ci si riferisce a un organo a canne monumentale presente a Copenaghen, in Danimarca.

## Storia
Nell'aprile 1696, quando la chiesa del Nostro Redentore venne inaugurata, non disponeva di alcuno strumento fisso. Dopo alcune settimane i superiori della chiesa acquistarono un piccolo organo positivo, con il quale venivano accompagnati i servizi liturgici. Nel mese di luglio dello stesso anno, però, la chiesa stipulò un contratto con i fratelli Johan e Peter Petersen Botzen per la realizzazione di un organo monumentale.
Lo scultore Christian Nerger ricevette la commissione di realizzare l'imponente cassa lignea, ancora esistente. Anche le canne della facciata dei fratelli Botzen, insieme ad alcuni registri, sono seicentesche, ma sono le uniche cose che rimangono dello strumento originale. Sulla cassa è presente un'iscrizione che indica l'anno 1698, facendone così la più antica cassa d'organo di Copenaghen. Le balconate laterali vennero aggiunte nel 1732.
La facciata di Nerger è un enorme omaggio al re Cristiano V di Danimarca. Al centro del positivo tergale, infatti, è presente un busto del sovrano. Ai lati sono presenti le parole «Pietà e Giustizia», il motto del re, e, sopra, «Deo & C5 Gloria» ("Gloria a Dio e a Cristiano V"). Sotto la cassa sono presenti due elefanti, simboli dell'Ordine dell'Elefante.
L'organo venne riparato diverse volte nel corso del XVIII e del XIX secolo fino a quando, nel 1889, venne interamente sostituito dalla ditta Busch & Son, la quale realizzò uno strumento di gusto romantico, preservando solo la cassa e le canne del prospetto. Lo strumento venne restaurato nel 1939 dalla Marcussen & Son, e, nel 1950, Poul-Gerhard Andersen fece suonare le canne della facciata, che erano mute dal 1889.
L'organo fu ricostruito da Andersen nel 1965 riutilizzando parte del materiale fonico originario. L'ultimo restauro venne eseguito nel 1998, in occasione del terzo centenario dello strumento.

## Caratteristiche tecniche
La disposizione fonica, attualmente, è la seguente:
| I - Rygpositiv |        |      |
| Principal      | 8'     | 1698 |
| Quintatøn      | 8'     | 1889 |
| Gedakt         | 8'     | 1965 |
| Oktav          | 4'     | 1698 |
| Rørfløjte      | 4'     | 1939 |
| Oktav          | 2'     | 1976 |
| Quint          | 2' 2/3 | 1998 |
| Fløjte         | 2'     | 1998 |
| Terts          | 1' 3/5 | 1998 |
| Nasat          | 1' 1/3 | 1965 |
| Scharff        | IV     | 1965 |
| Dulcian        | 16'    | 1957 |
| Krumhorn       | 8'     | 1972 |

| II - Hovedværk |        |      |
| Principal      | 16'    | 1698 |
| Oktav          | 8'     | 1965 |
| Fløjte         | 8'     | 1965 |
| Gedakt         | 8'     | 1998 |
| Fløjte         | 4'     | 2009 |
| Oktav          | 4'     | 1965 |
| Quint          | 2' 2/3 | 1939 |
| Sesquialtera   | II     | 1939 |
| Mixtur         | V      | 1965 |
| Scharff        | III    | 1965 |
| Trompet        | 16'    | 1957 |
| Trompet        | 8'     | 1957 |

| III - Svelleværk |        |      |
| Bordun           | 16'    | 1889 |
| Rørfløjte        | 8'     | 1939 |
| Gamba            | 8'     | 1965 |
| Voix celeste     | 8'     | 1965 |
| Principal        | 4'     | 1965 |
| Kobbelfløjte     | 4'     | 1939 |
| Spidsquint       | 2' 2/3 | 1965 |
| Fløjte           | 2'     | 1965 |
| Terts            | 1' 3/5 | 1939 |
| Sivfløjte        | 1'     | 1939 |
| Mixtur           | V      | 1939 |
| Trompet          | 8'     | 1965 |
| Obo              | 8'     | 1939 |
| Clairon          | 4'     | 1983 |

| IV - Brystværk |    |      |
| Trægedakt      | 8' | 1939 |
| Gedaktfløjte   | 4' | 1939 |
| Waldfløjte     | 2' | 1939 |
| Oktav          | 1' | 1965 |
| Klokkecymbel   | II | 1965 |
| Regal          | 8' | 1957 |

| Pedalværk |         |      |
| Principal | 16'     | 1698 |
| Violon    | 16'     | 1889 |
| Subbas    | 16'     | 1889 |
| Quint     | 10' 2/3 | 1889 |
| Oktav     | 8'      | 1965 |
| Gedakt    | 8'      | 1889 |
| Oktav     | 4'      | 1976 |
| Fløjte    | 4'      | 1965 |
| Cornet    | IV      | 1939 |
| Mixtur    | VI      | 1939 |
| Basun     | 16'     | 1889 |
| Trompet   | 8'      | 1965 |
| Trompet   | 4'      | 1976 |

| Accessori                           |      |
| Cymbelstern                         | 1698 |
| Nightingale                         | 1965 |
| Kuk-kuk                             | 1698 |
| Tremulant in Svelleværk e Brystværk |      |

## Galleria d'immagini

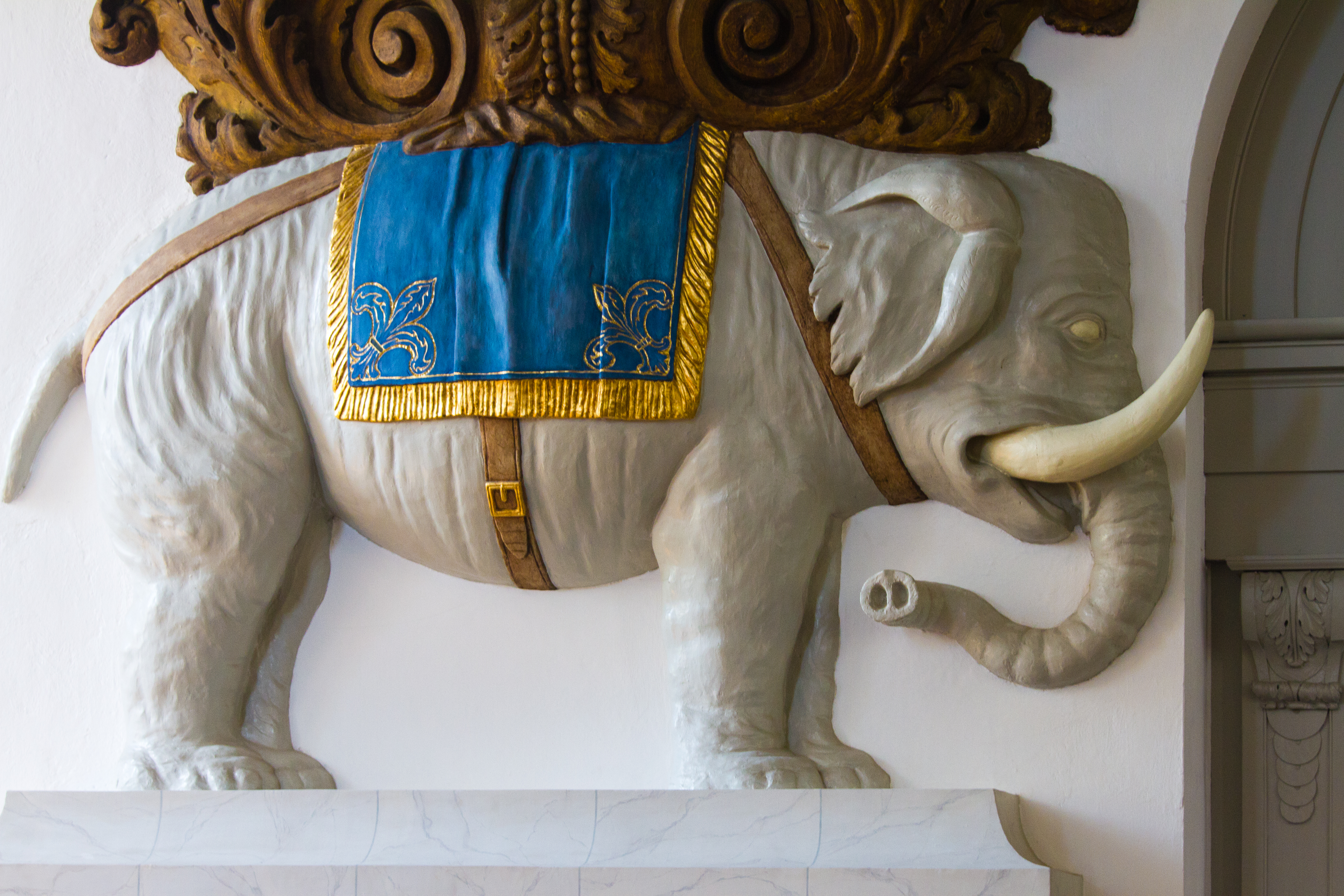
Uno degli elefanti sotto la cassa.
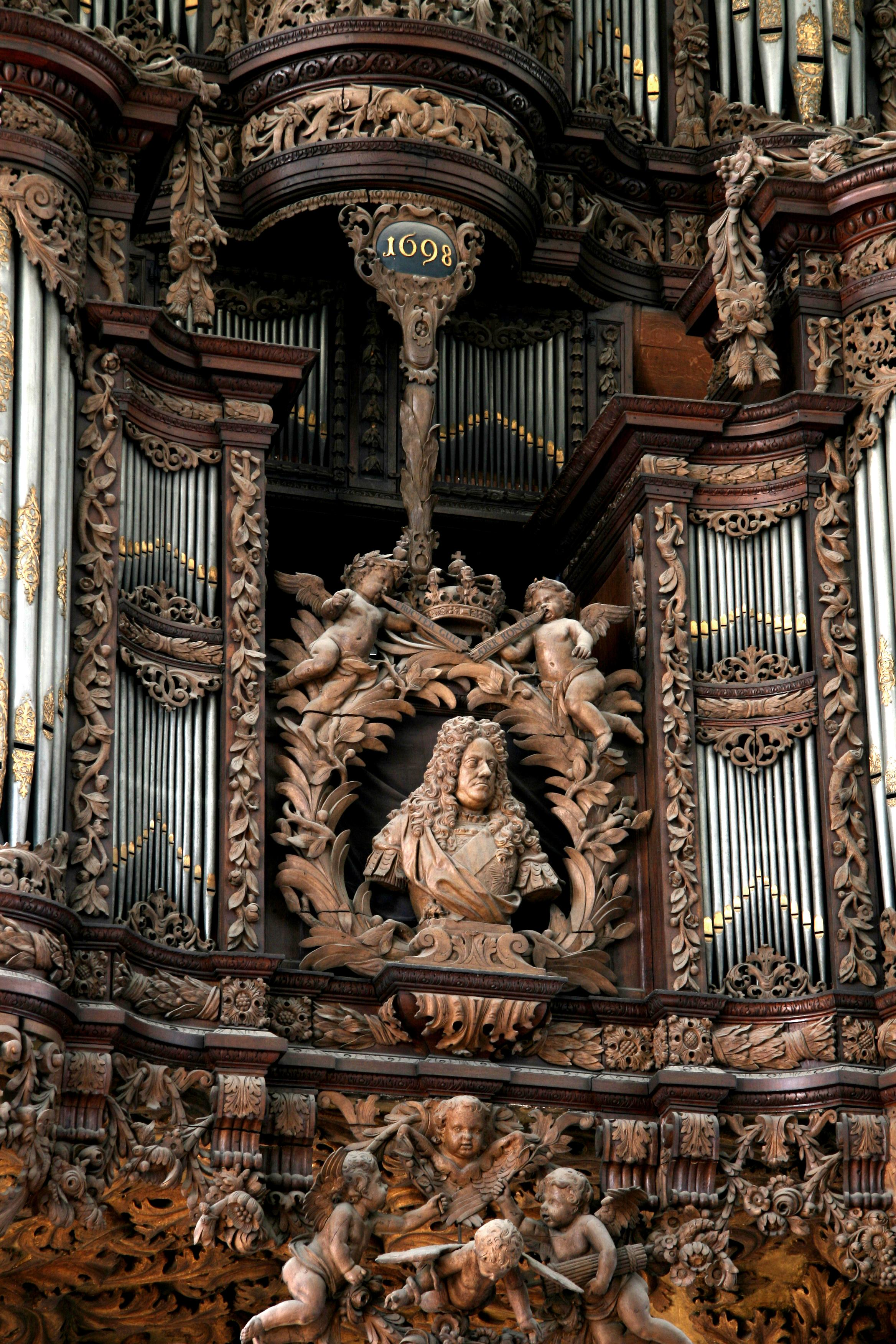
Il busto di Cristiano V.
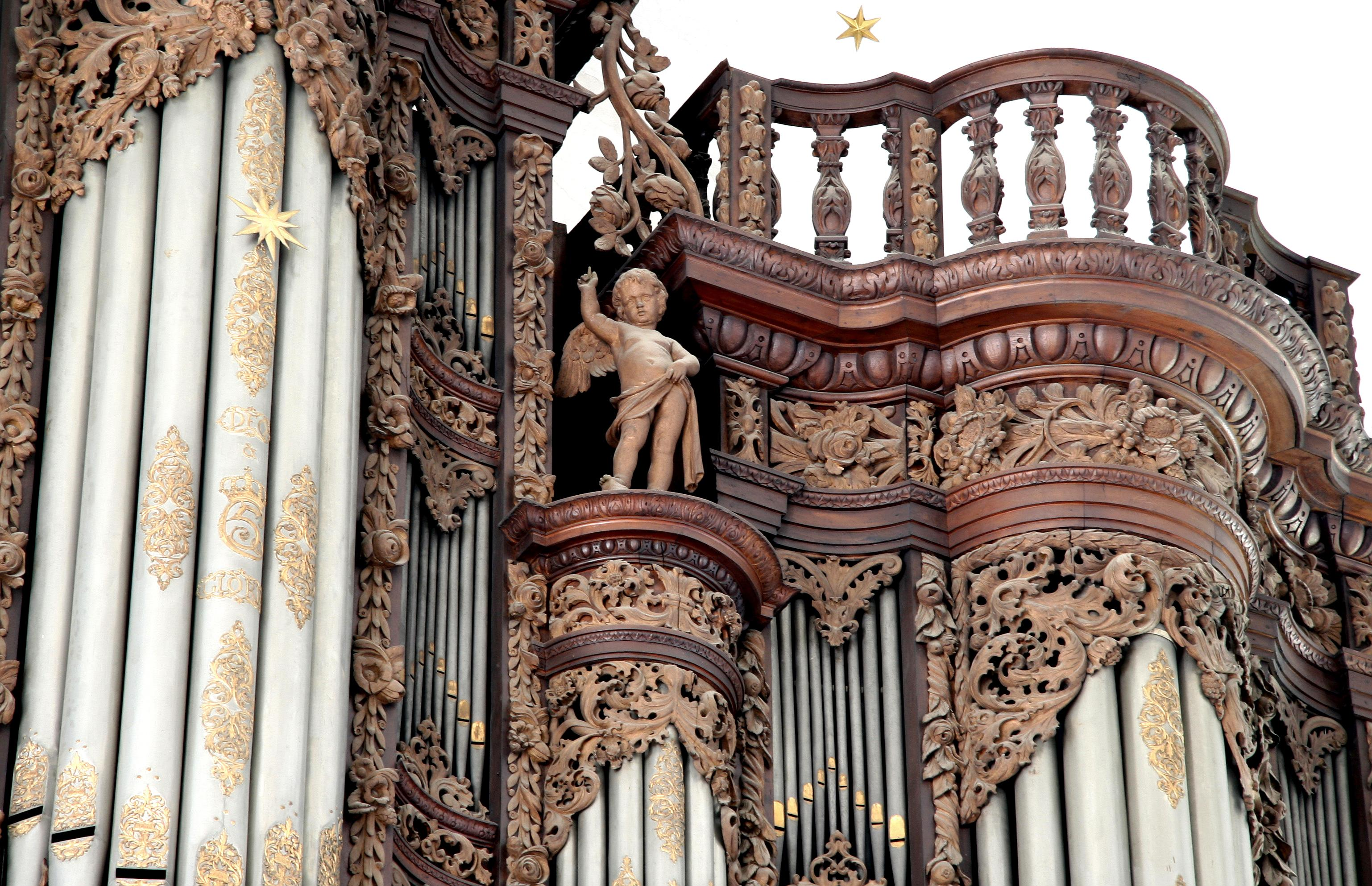
Particolare della cassa.
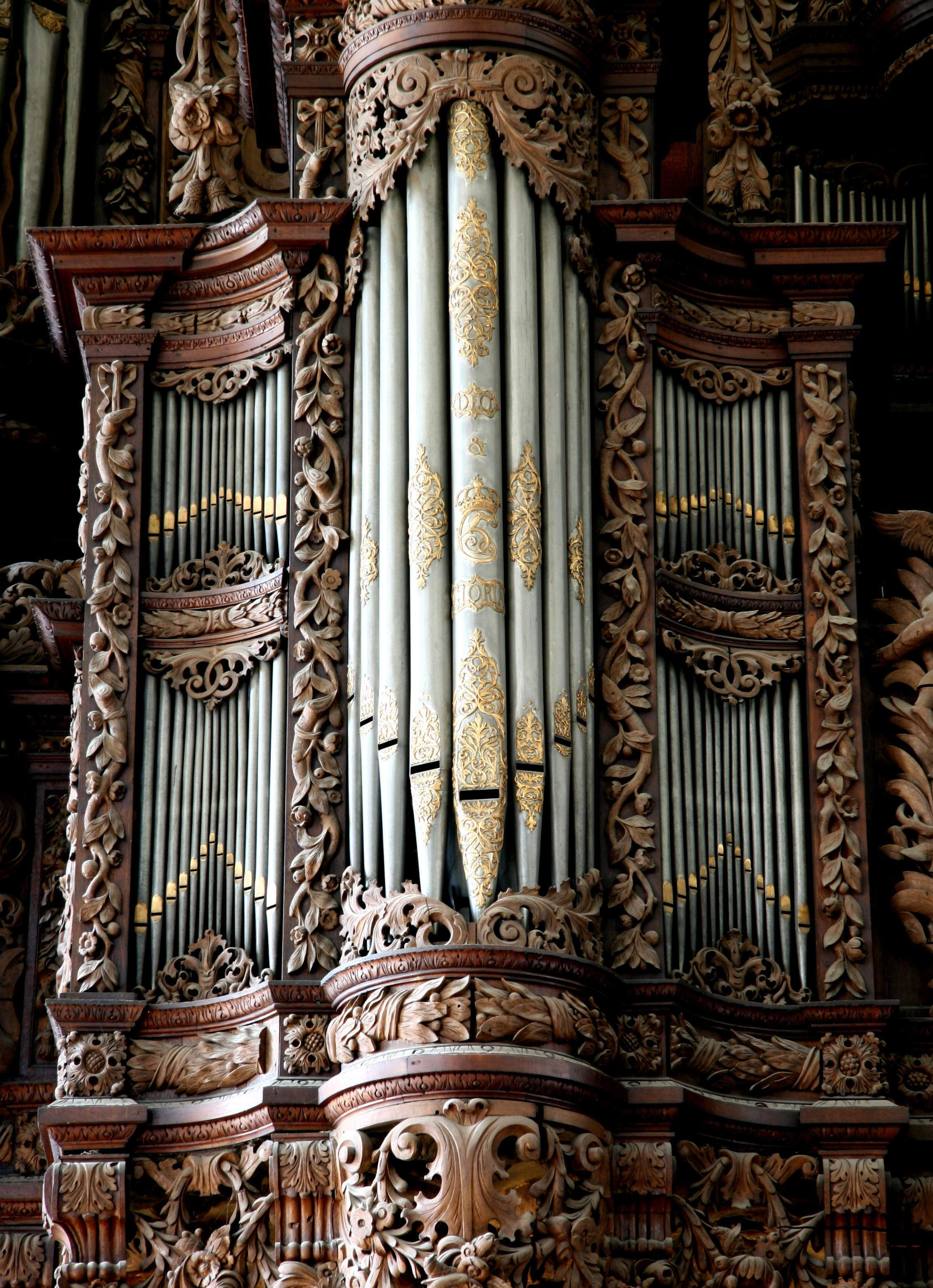
Particolare della cassa.